# Liane aurore
Pyrostegia venusta
Espèce
Classification phylogénétique
La liane aurore, aussi appelée liane de feu (Pyrostegia venusta), est une espèce de plantes à fleurs de la famille des Bignoniaceae. C'est une liane originaire du Brésil, à floraison spectaculaire, cultivée dans les jardins des régions tropicales.

## Étymologie
Pyrostegia du grec pyros, feu et stegia, bâtiment couvert; en rapport avec la couleur des fleurs et la forme de la lèvre supérieure. Lorsque les fleurs couvrent le toit, on a l’impression qu'il est en feu. Venusta signifie ravissant en latin.

## Description
La liane de Saint Jean est une plante grimpante volubile très vigoureuse qui s'accroche avec des vrilles.
La tige est ligneuse, les feuilles composées persistantes, sont par paires opposées, de 4 à 8 cm de long, avec 2 ou 3 folioles ovales à oblongues lancéolées, vert intense. Les fleurs tubulaires de 3 à 6cm de long sont très ouvertes, incurvées, cireuses, groupées en bouquets terminaux. Elles s'épanouissent à profusion avec leur couleur rouge orangé à orange doré. La floraison se produit de la fin d'automne au début du printemps; son nom de liane de Saint Jean est lié au solstice d'hiver marqué par la saint Jean d'hiver, le 21 décembre. Sensible au froid, à -2°C, elle perd toutes ses parties aériennes.
Une illustration remarquable figure dans la "Revue horticole" de 1939

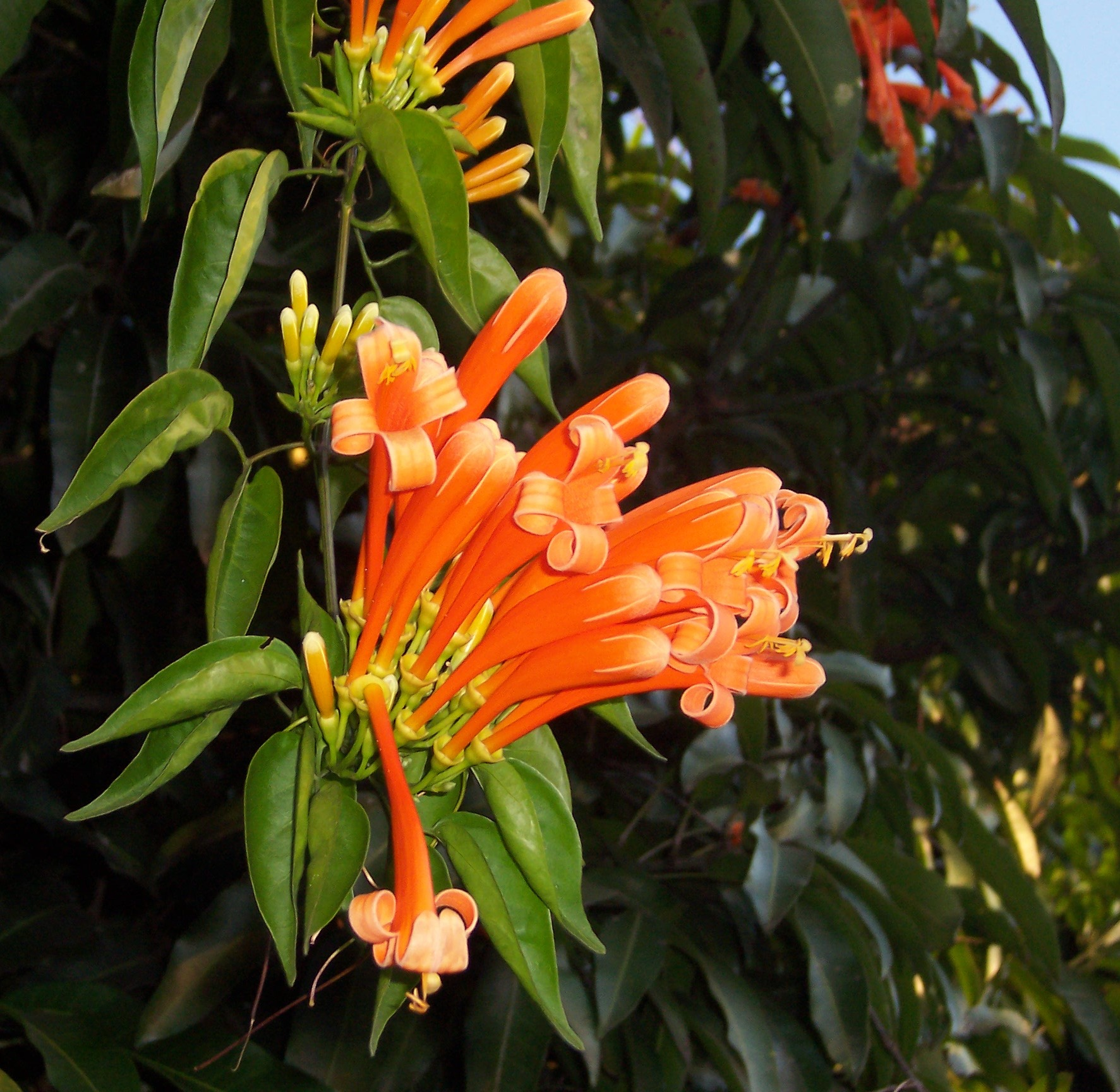
Fleurs.

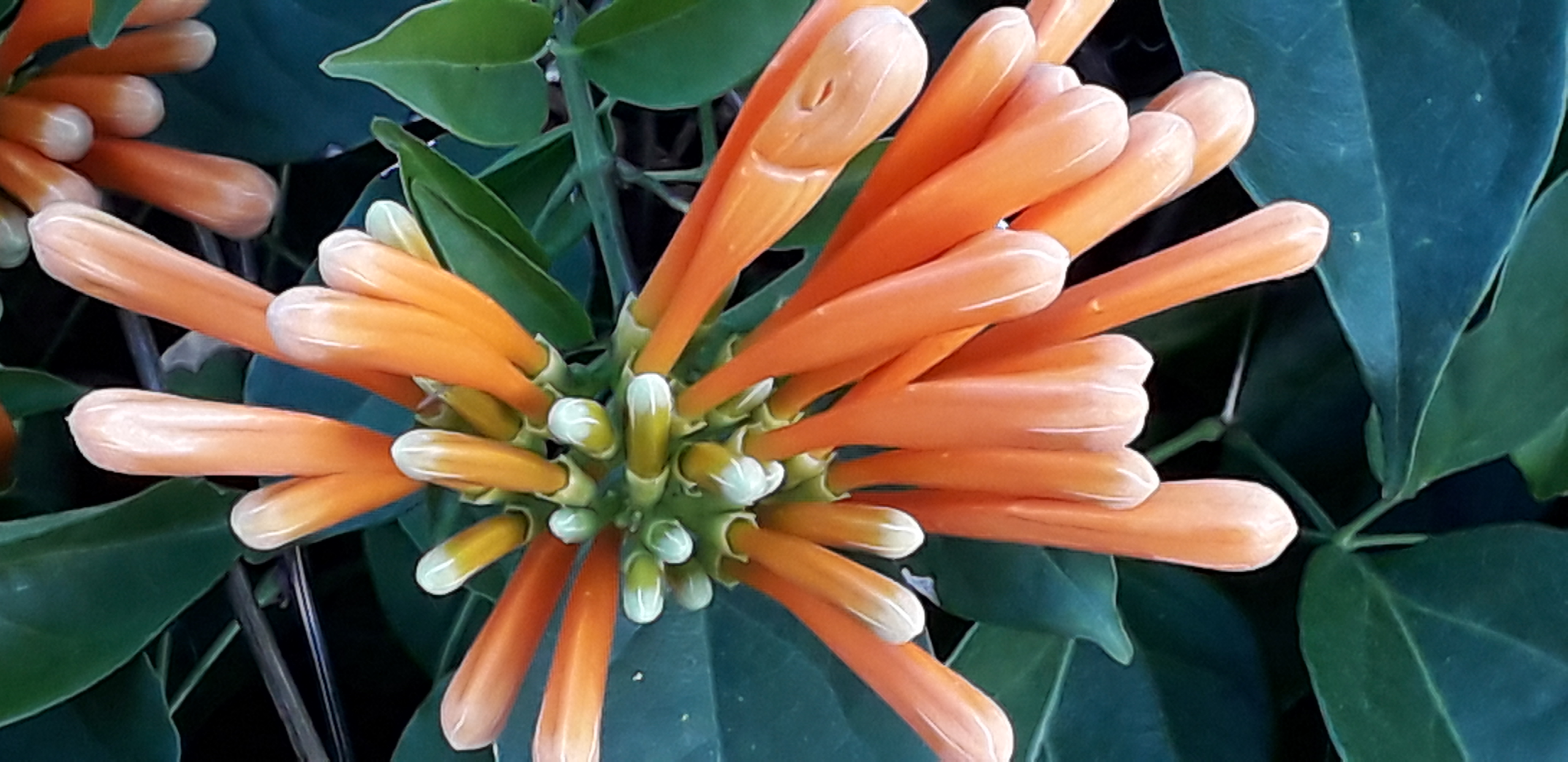
Pyrostegia venusta.

## Synonymes
- Bignonia ignea Vell.
- Bignonia tecomiflora Rusby
- Jacaranda echinata Spreng.
- Pyrostegia acuminata Miers
- Pyrostegia dichotoma Miers ex K.Schumann
- Pyrostegia intaminata Miers
- Pyrostegia pallida Miers
- Pyrostegia parvifolia Miers
- Pyrostegia reticulata Miers
- Pyrostegia tecomiflora (Rusby) K.Schum. ex Urb.
- Pyrostegia venusta var. typica Sprague
- Pyrostegia venusta var. villosa Hassler
- Tecoma venusta (Ker Gawler) Lem.
- Tynanthus igneus (Vell.) Barb.Rodr.
- Bignonia venusta Ker-Gawl.
- Pyrostegia ignea (Vell.) K. Presl